# Remiencourt
Remiencourt és un municipi francès situat al departament del Somme i a la regió dels Alts de França. L'any 2007 tenia 180 habitants.

## Demografia

### Població

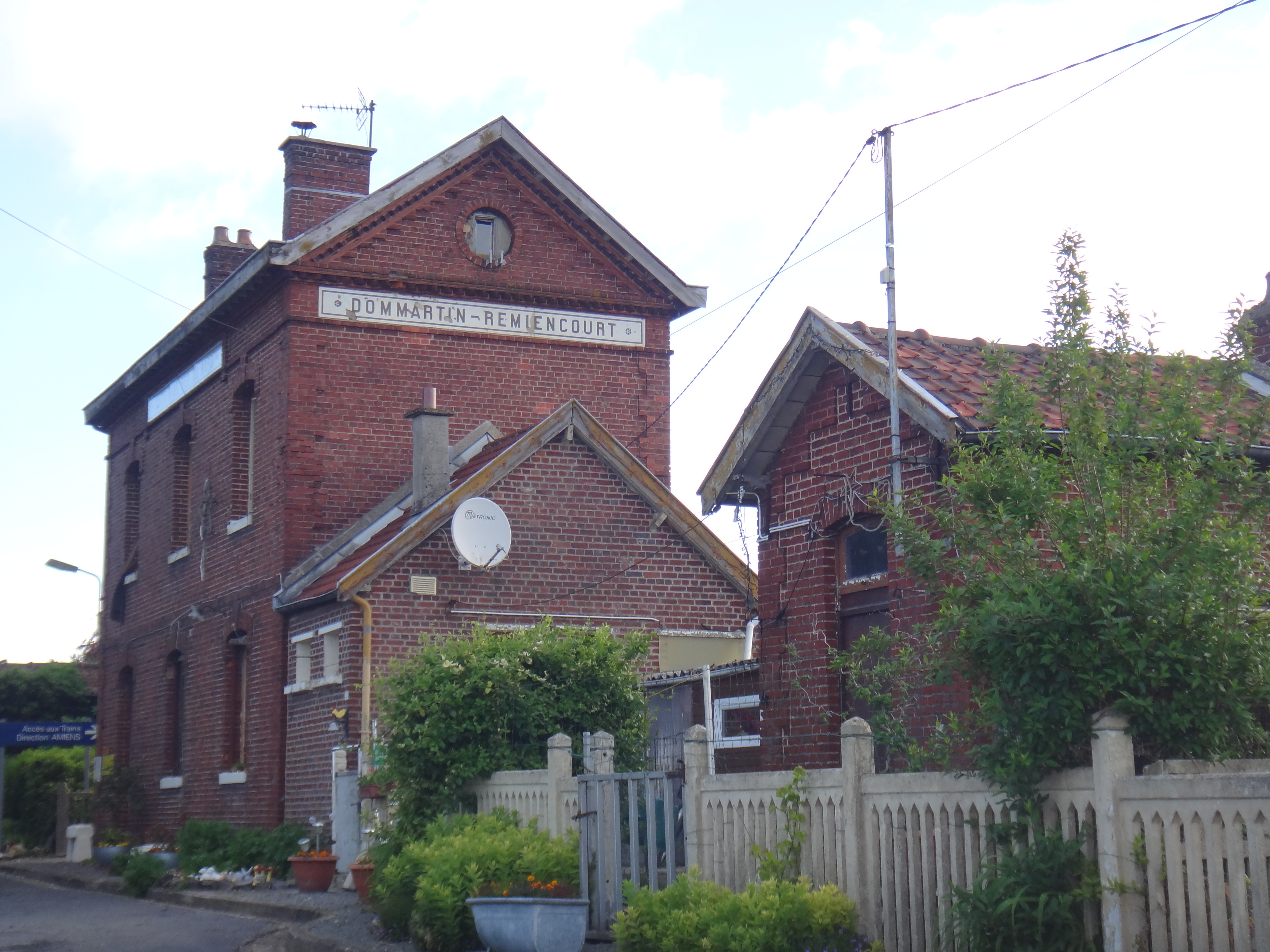

El 2007 la població de fet de Remiencourt era de 180 persones. Hi havia 68 famílies de les quals 20 eren unipersonals (8 homes vivint sols i 12 dones vivint soles), 12 parelles sense fills, 32 parelles amb fills i 4 famílies monoparentals amb fills.
La població ha evolucionat segons el següent gràfic:
Habitants censats

### Habitatges
El 2007 hi havia 75 habitatges, 65 eren l'habitatge principal de la família, 5 eren segones residències i 5 estaven desocupats. Tots els 74 habitatges eren cases. Dels 65 habitatges principals, 54 estaven ocupats pels seus propietaris, 6 estaven llogats i ocupats pels llogaters i 5 estaven cedits a títol gratuït; 1 tenia dues cambres, 11 en tenien tres, 5 en tenien quatre i 48 en tenien cinc o més. 42 habitatges disposaven pel capbaix d'una plaça de pàrquing. A 18 habitatges hi havia un automòbil i a 40 n'hi havia dos o més.

### Piràmide de població
La piràmide de població per edats i sexe el 2009 era:
| Homes | Edats   | Dones |
| ----- | ------- | ----- |
| 0     | 95 o +  | 4     |
| 0     | 90 a 94 | 0     |
| 0     | 85 a 89 | 4     |
| 0     | 80 a 84 | 0     |
| 0     | 75 a 79 | 4     |
| 4     | 70 a 74 | 0     |
| 8     | 65 a 69 | 4     |
| 4     | 60 a 64 | 8     |
| 0     | 55 a 59 | 4     |
| 4     | 50 a 54 | 0     |
| 4     | 45 a 49 | 8     |
| 12    | 40 a 44 | 4     |
| 4     | 35 a 39 | 4     |
| 4     | 30 a 34 | 12    |
| 8     | 25 a 29 | 8     |
| 0     | 20 a 24 | 4     |
| 12    | 15 a 19 | 0     |
| 12    | 10 a 14 | 0     |
| 12    | 5 a 9   | 8     |
| 4     | 0 a 4   | 4     |

## Economia
El 2007 la població en edat de treballar era de 111 persones, 87 eren actives i 24 eren inactives. De les 87 persones actives 85 estaven ocupades (45 homes i 40 dones) i 2 estaven aturades (1 home i 1 dona). De les 24 persones inactives 9 estaven jubilades, 10 estaven estudiant i 5 estaven classificades com a «altres inactius».

### Ingressos
El 2009 a Remiencourt hi havia 65 unitats fiscals que integraven 178 persones, la mediana anual d'ingressos fiscals per persona era de 18.554 €.

### Activitats econòmiques
L'any 2000 a Remiencourt hi havia 3 explotacions agrícoles.

## Equipaments sanitaris i escolars
El 2009 hi havia una escola elemental integrada dins d'un grup escolar amb les comunes properes formant una escola dispersa.

## Poblacions més properes
El següent diagrama mostra les poblacions més properes.